# Cricotopus varipes
Cricotopus varipes är en tvåvingeart som beskrevs av Daniel William Coquillett 1902. I den svenska databasen Dyntaxa används istället namnet Cricotopus tristis. Cricotopus varipes ingår i släktet Cricotopus och familjen fjädermyggor. Arten är reproducerande i Sverige. Inga underarter finns listade i Catalogue of Life.